# Duson
Duson ist eine Town teils im Acadia Parish und teils im Lafayette Parish im US-Bundesstaat Louisiana. Beim United States Census 2020 hatte der Ort 1326 Einwohner. Namenspatron der Stadt ist Curley Duson.
Der zum Lafayette Parish gehörende Teil liegt in der Metropolitan Statistical Area von Lafayette, während der im Acadia Parish liegende Teil Dusons zur Micropolitan Statistical Area von Crowley gehört.

## Geschichte

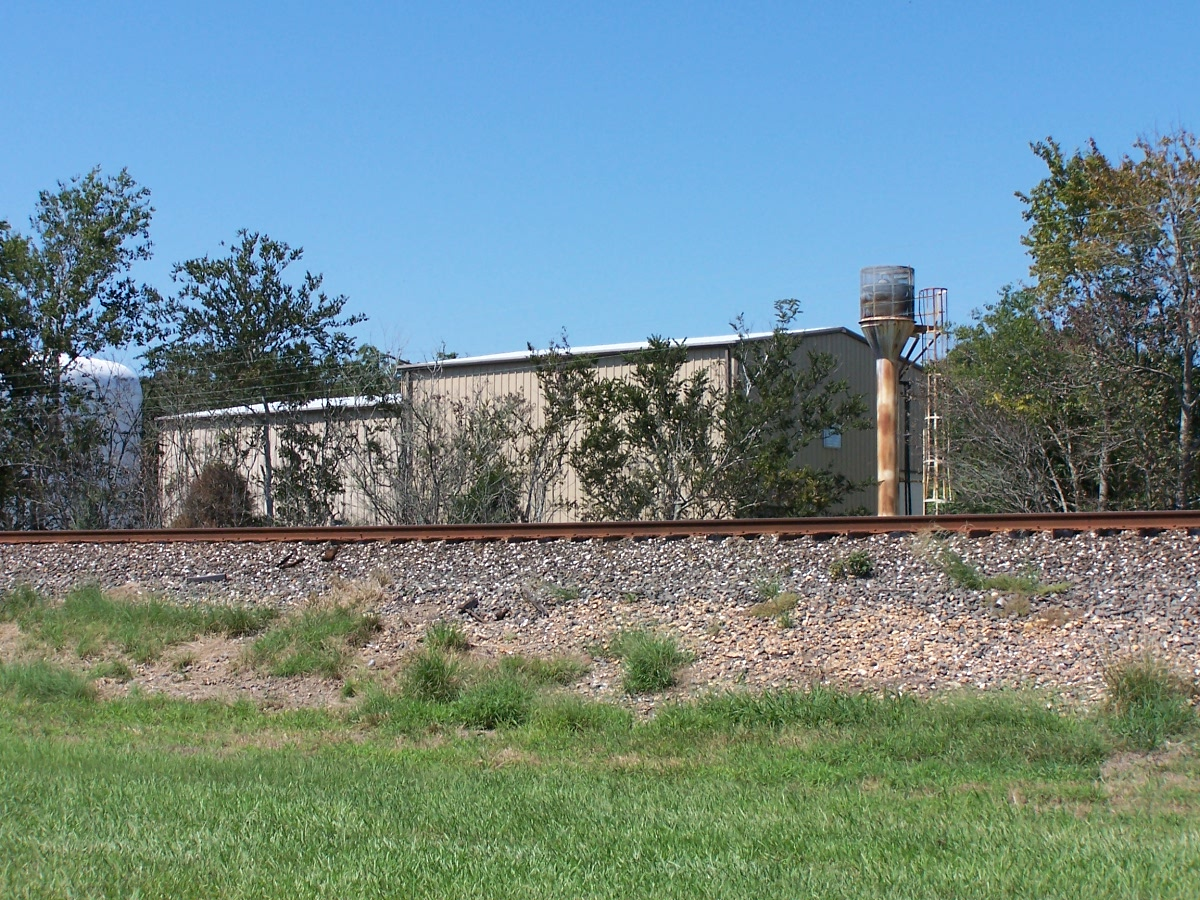
Eine in Duson typische Baumwollmühle an der Bahnstrecke.

Die ursprünglich als Duson Station bekannte Stadt wurde von J.G. Parkerson, dem Generaldirektor der Louisiana Western Railroad gegründet. Am 30. August 1880 wurde die Bahnstrecke von New Orleans nach Houston fertiggestellt und der Betrieb mit Güter- und Personenzügen aufgenommen. Im Jahr 1900 wurde das Unternehmen mit der Southern Pacific Railroad fusioniert. Als Village wurde Duson am 16. Dezember 1909 inkorporiert und Adolph De Jean wurde zum ersten Bürgermeister bestimmt. Den Namen erhielt der Ort damals nach dem Landerschließer Curley Duson.
1927 wurde die St. Theresa Catholic Church fertiggestellt. Baumwollfarmen stellten die Haupteinnahmequelle der Landwirtschaft in der Region. Drei Baumwollentkörnungsanlagen existierten in Duson bis Mitte der 1960er Jahre. Zwei davon wurden durch Brände zerstört, die dritte wurden abgerissen.

## Geographie
Dusons geographische Koordinaten lauten 30° 14′ N, 92° 11′ W (30,236286, −92,184905).
Nach den Angaben des United States Census Bureaus hat die Town eine Gesamtfläche von 6,7 km², wovon keine nennenswerten Flächen von Gewässern bedeckt werden.

## Demographie
Zum Zeitpunkt des United States Census 2000 bewohnten Duson 1672 Personen. Die Bevölkerungsdichte betrug 251,2 Personen pro km². Es gab 724 Wohneinheiten, durchschnittlich 108,8 pro km². Die Bevölkerung Dusons bestand zu 73,98 % aus Weißen, 25,24 % Schwarzen oder African American, 0,06 % Native American, 0 % Asian, 0 % Pacific Islander, 0,06 % gaben an, anderen Rassen anzugehören und 0,66 % nannten zwei oder mehr Rassen. 0,36 % der Bevölkerung erklärten, Hispanos oder Latinos jeglicher Rasse zu sein.
Die Bewohner Dusons verteilten sich auf 644 Haushalte, von denen in 38,2 % Kinder unter 18 Jahren lebten. 41,6 % der Haushalte stellten Verheiratete, 20,5 % hatten einen weiblichen Haushaltsvorstand ohne Ehemann und 29,7 % bildeten keine Familien. 25,3 % der Haushalte bestanden aus Einzelpersonen und in 8,9 % aller Haushalte lebte jemand im Alter von 65 Jahren oder mehr alleine. Die durchschnittliche Haushaltsgröße betrug 2,59 und die durchschnittliche Familiengröße 3,07 Personen.
Die Bevölkerung verteilte sich auf 30,0 % Minderjährige, 10,5 % 18–24-Jährige, 29,3 % 25–44-Jährige, 19,6 % 45–64-Jährige und 10,6 % im Alter von 65 Jahren oder mehr. Das Durchschnittsalter betrug 32 Jahre. Auf jeweils 100 Frauen entfielen 93,3 Männer. Bei den über 18-Jährigen entfielen auf 100 Frauen 85,1 Männer.
Das mittlere Haushaltseinkommen in Duson betrug 21.071 US-Dollar und das mittlere Familieneinkommen erreichte die Höhe von 24.886 US-Dollar. Das Durchschnittseinkommen der Männer betrug 26.250 US-Dollar, gegenüber 15.476 US-Dollar bei den Frauen. Das Pro-Kopf-Einkommen belief sich auf 10.520 US-Dollar. 31,5 % der Bevölkerung und 27,5 % der Familien hatten ein Einkommen unterhalb der Armutsgrenze, davon waren 42,7 % der Minderjährigen und 29,5 % der Altersgruppe 65 Jahre und mehr betroffen.